# 내항
내항(來恒, ? ~ 678년 11월 18일)은 중국 당나라 전기의 관료로, 당고종 연간에 재상을 지냈던 인물이다.

## 출신 배경
내항은 강도(江都, 현 장쑤성 양저우 시의 현급시 장두 시) 출신으로, 본적은 남양군 신야현(南陽郡 新野縣, 현 허난성 난양 시 신예 현)이다. 그의 아버지 내호아는 수나라의 대장으로, 영국공(榮國公)의 작위에 봉해졌었다. 618년, 수나라가 각지에서 일어나는 반란의 소용돌이에 휩싸이면서 수 양제가 강도에 있는 동안, 우문화급이 쿠데타를 일으켜 수 양제를 타도했다. 이 과정에서 우문화급은 다수의 고급 관료들을 처형했는데, 이때 내호아도 대부분의 일족들과 함께 살해되었다. 오직 내항과 그의 동생 내제만이 죽음을 면했다.

## 당 고종시대
내항과 내제 두 사람은 모두 문학에 재능이 있었다고 전해진다. 그들에 대한 평판은 비슷했다고 전해진다. 다만, 내제의 경력에 대해서는 내항의 경력보다 가장 더 많이 알려져 있다. 655년에 내제가 벌써 재상이었을 무렵에 당 고종의 두 번째 아내인 무황후(훗날의 무측천으로 유명해진다)의 지위 승진에 대한 유명한 반대 입장 때문이었다. (내제는 무황후에 대한 그의 반대 입장으로 인해 결국 외지로 유배되었고, 662년에 유배지에서 사망하였다.)
내항의 경력에 대해서 알려진 것은 676년 당시, 그가 문하성(門下省)의 차관급에 해당하는 황문시랑(黃門侍郞)으로 있었다는 것이다. 그 해 3월 5일에 그는 동중서문하삼품(同中書門下三品)에 제수되면서, 실질적인 재상의 자리에 오르게 되었다. 그러나 재상으로써의 그의 행적은 역사에 기록되지 않았다. 다만 알려진 것은 그 해 12월 25일에 그가 하남도 대사(河南道大使)에 임명되어 해당 지역의 순무(巡撫)를 담당했던 것이 전부이다. 그는 678년에 사망하였고, 그 무렵까지도 여전히 황문시랑 겸 동중서문하삼품의 재상 직책에 있었다.

## 참고 자료
- 《구당서》 제80권 - 열전(列傳) 제30권
- 《신당서》 제105권 - 열전(列傳) 제30권
- 《자치통감》 제202권